# Kristjan Raud

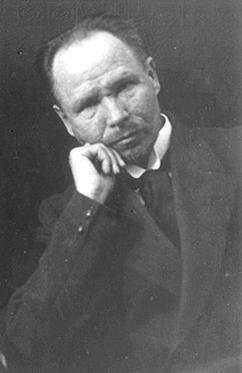
Kristjan Raud

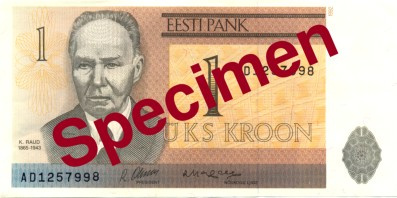
Kristjan Raud auf der Vorderseite des estnischen 1-Kronen-Geldscheins

Kristjan Raud (* 10. Oktoberjul. / 22. Oktober 1865greg. im Dorf Kirikuküla, damals Kirchspiel Sankt-Jakobi; † 19. Mai 1943 in Tallinn) war ein deutsch-estnischer Maler und Graphiker.

## Leben
Kristjan Raud studierte von 1892 bis 1897 an der Kunstakademie in Sankt Petersburg. Anschließend besuchte er 1897/98 die Kunstakademie Düsseldorf als Schüler von Peter Janssen. Privatunterricht nahm er in Düsseldorf bei Theodor Funck. Von 1899 bis 1901 besuchte er dann die private Malschule von Anton Ažbe in München, schließlich von 1901 bis 1903 die Münchner Akademie der Kunst.
Von 1904 bis 1914 lebte Raud im livländischen Dorpat, wo er 1904 ein eigenes Studio eröffnete. Von 1914 bis zu seinem Tod lebte er in Tallinn. Zahlreiche Reisen führten ihn ins Ausland, unter anderem seit 1909 nach Finnland sowie 1922 nach Deutschland und 1926 nach Paris.

## Kunstleben
Kristjan Raud engagierte sich seit Anfang des 20. Jahrhunderts für ein dynamischeres Kunstleben in Estland. Er organisierte die ersten Kunstausstellungen auf dem Gebiet des heutigen Estland und brachte die Volkskunst ins Bewusstsein der estnischen Künstler. Raud ging es darum, das künstlerische Niveau der breiteren Bevölkerung in Estland zu heben. Raud war einer der Mitbegründer des Estnischen Nationalmuseums (Eesti Rahva Muuseum) in Tartu und leitete von 1909 bis 1913 dessen volkskundliche Sammlung. Aktiv nahm er an der Noor-Eesti-Bewegung teil.
In Tallinn leitete Raud die Außenstelle des Estnischen Nationalmuseums und zeichnete für die große volkskundliche Feldmission im Jahr 1920 verantwortlich. Er unterrichtete von 1923 bis 1936 an der Staatlichen Kunstgewerbeschule (Riiklik Kunsttööstuskool). Ab 1928 lebte Kristjan Raud im heutigen Tallinner Stadtteil Nõmme, wo er ein Jahr später sein eigenes Atelier eröffnete (heute Museum).
Das Jahr 1940 wurde von der Republik Estland zum Kristjan-Raud-Jahr erklärt, zu Ehren des 75. Geburtstags des Künstlers. Seit 1969 erinnert in Tallinn ein Denkmal an ihn.

## Künstlerisches Werk

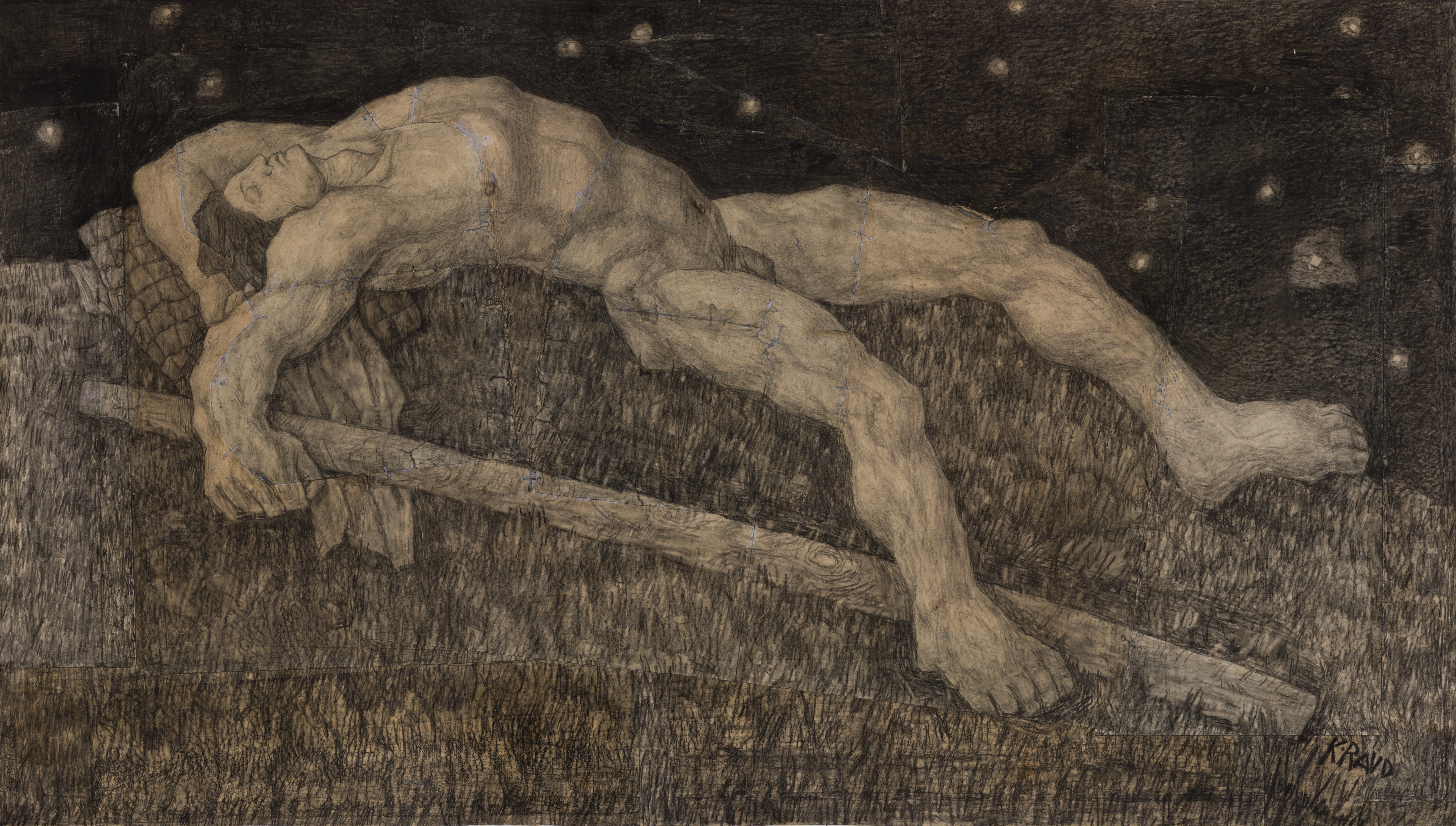
Kalevipoeg

Kristjan Raud hat ein vielseitiges Œuvre geschaffen, das von Bleistiftzeichnungen über Exlibris, Buchillustrationen bis zu Öl- und Temperabildern reicht. Er verwendete auch Gouache- und Aquarelltechniken.
Sujets seiner Arbeiten waren häufig das einfache ländliche Leben in Estland. Besonders seine Darstellungen estnischer Bauern haben Raud berühmt gemacht. Daneben spiegeln sich seine Aufenthalte an der estnischen Ostseeküste, besonders auf den Pakri-Inseln und der Insel Muhu, in seinen Arbeiten wider. Raud nahm auch die estnischen Volkserzählungen und Szenen aus der estnischen Mythologie auf und verlieh ihnen mit Zeichnungen von Geistern, Trollen und Gnomen einen bildhaften Ausdruck.
Intensiv widmete sich Raud der Illustration des estnischen Nationalepos Kalevipoeg. Von 1913 bis 1917 arbeitete er im Auftrag der Estnischen Literaturgesellschaft (Eesti Kirjanduse Selts) an einer Prachtausgabe des Kalevipoeg. Zwischen 1913 und seinem Tod 1943 entstanden mehrere hundert Feder- und Kohlezeichnungen. Die von Raud illustrierte Ausgabe des Kalevipoeg erschien 1935 (Nachdruck 1975) und wurde zu einem großen Erfolg. Bei der Weltausstellung 1937 in Paris erhielt er hierfür den Grand prix. Raud zeigte sich noch in den 1930er Jahren als später Anhänger der Nationalromantik. Er suchte zeitlebens, seinem Werk einen volkstümlichen Stil zu geben.

## Kristjan-Raud-Preis
Seit 1973 wird jährlich der Kristjan-Raud-Preis an meist vier Künstler für außergewöhnliche Leistungen durch den Estnischen Künstlerverband (Eesti Kunstnike Liit) und die Stadt Tallinn verliehen.

## Privatleben
Kristjan Raud war mit Elviira Raud verheiratet. Das Paar hatte drei Kinder. Kristjan Raud ist der ältere Zwillingsbruder des estnischen Malers Paul Raud.